# Canal del Esla
Canal del Esla är en kanal i Spanien. Den ligger i den nordvästra delen av landet, 240 km nordväst om huvudstaden Madrid.